# Sąsiedzi z piekła rodem 2: Na wakacjach
Sąsiedzi z piekła rodem 2: Na wakacjach (niem. Böse Nachbarn 2: Urlaub mit Hindernissen) – kontynuacja gry Sąsiedzi z piekła rodem. Podobnie, jak w pierwszej części gry, zadaniem gracza jest robienie kawałów (często absurdalnych) swojemu sąsiadowi (i jego mamie, która też jest przeciwniczką Woody'ego, głównego bohatera gry). Gra jest bardziej zaawansowana, posiada możliwość łączenia niektórych dowcipów. Pojawiają się też elementy zręcznościowe (np. trzeba utrzymać myszkę w odpowiednim miejscu, by wyciągnąć protezę z automatu). Światowa premiera gry odbyła się w maju 2004 roku, zaś polska – w lipcu 2004 roku. Jej wydawcą jest CD Projekt.

## Opis fabuły
Druga część gry tym razem zabiera gracza w podróż dookoła świata. Gracz jako Woody nie pozwoli sąsiadowi spokojnie wypocząć w czasie wakacyjnej sielanki. Odwiedzi Chiny, Indie i Meksyk. Podczas zastawiania pułapek lub wyciągania rzeczy gracz musi pamiętać, żeby sąsiad i jego matka tego nie zauważyli. Gracz ma trzy szanse. W tej grze nie ma limitu czasu, ale są punktowane.

## Postacie
- Woody – główny bohater gry, syn spadkobiercy. Ma 25 lat i 168 cm wzrostu, tym razem nosi różową bluzkę z białym podkoszulkiem pod nią, szaropopielate szorty, białe skarpetki i brązowe buty. Strój turystyczny uzupełniają okulary przeciwsłoneczne. Potrafi robić kawały (często absurdalne) swojemu sąsiadowi.
- Pan Rottweiler (Sąsiad) – sąsiad Woody'ego. Ma 173 cm i jest w średnim wieku, ubrany jest w lamparcie kąpielówki i różowe klapki. Nosi także zegarek na prawej ręce i złoty naszyjnik na szyi. Zaleca się do Olgi, ale nie lubi jej syna. Jest prześladowany przez znienawidzonego Woody'ego.